# Sitka-Fichte
Die Sitka-Fichte (Picea sitchensis) ist eine Pflanzenart aus der Gattung der Fichten (Picea) innerhalb der Familie der Kieferngewächse (Pinaceae). Die im westlichen Nordamerika heimische Picea sitchensis ist die größte Art der Gattung Fichten (Picea). Sie liefert in ihrem natürlichen Verbreitungsgebiet ein geschätztes Nutzholz. Picea sitchensis wurde nach der Stadt Sitka in Alaska benannt und ist der offizielle Staatsbaum des US-Bundesstaates Alaska.

## Beschreibung

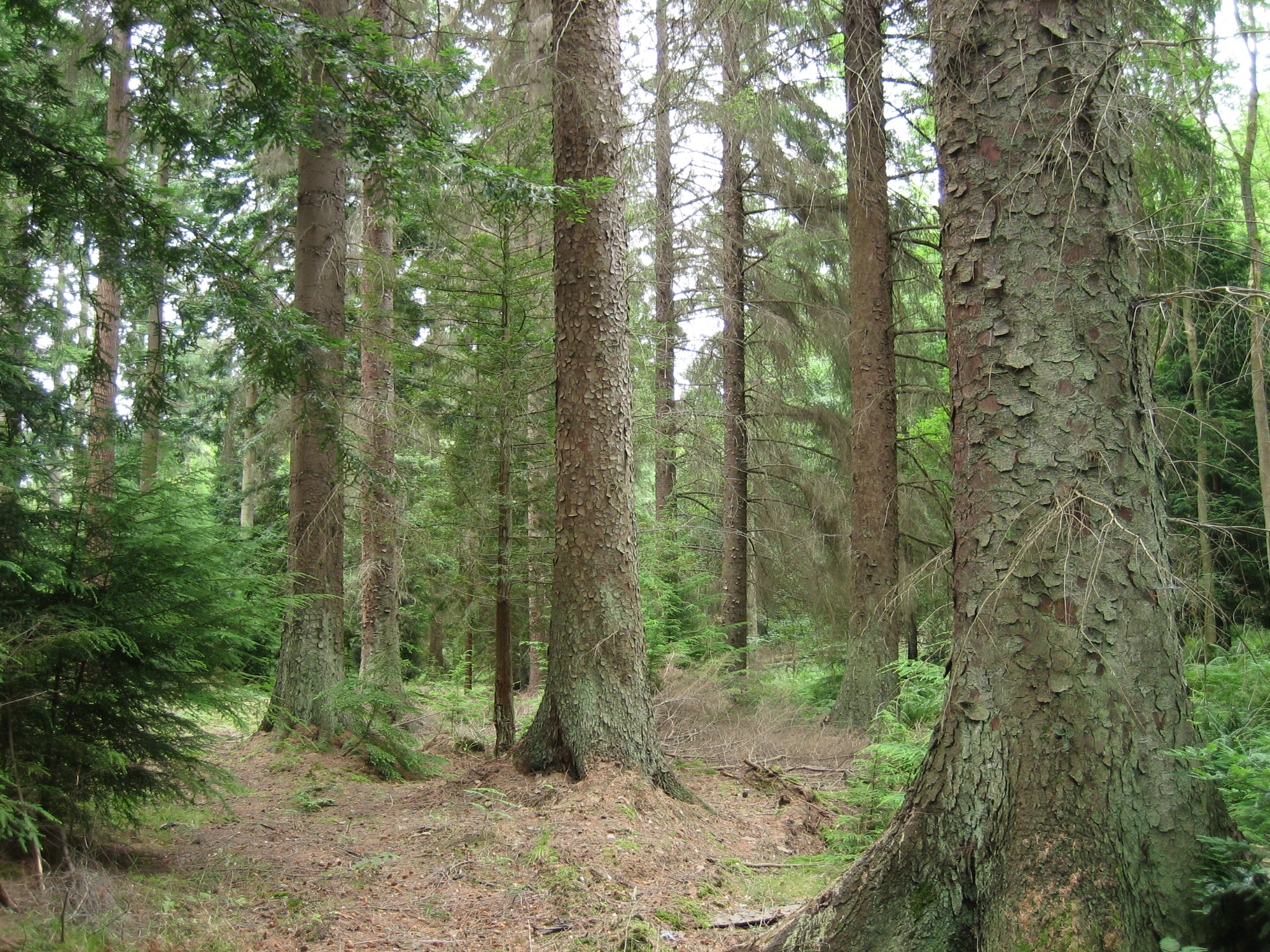
Stämme mit Borke

### Habitus
Die Sitka-Fichte ist ein immergrüner Baum, der Wuchshöhen von 50 bis 70 Metern, in seltenen Fällen über 96 Metern, bei einem Stammdurchmesser von bis zu 5 Metern erreicht. Sie ist damit die größte aller Fichten-Arten. Das Höchstalter wird mit rund 800 Jahren angegeben. In den ersten Lebensjahren ist dieser Baum eher langsamwüchsig. Er kann mit 50 Jahren Wuchshöhen von bis zu 27 Metern erreichen.
Die Krone von Jungbäumen ist schmal kegelförmig; an älteren Bäumen verjüngt sich die Spitze noch gleichmäßig kegelförmig. Frei stehende Altbäume besitzen eine breite Krone und sind meist bis zum Boden beastet. Die Äste stehen waagerecht ab und sind nur im oberen Kronenbereich aufwärts gerichtet. Durch die Bildung von Ersatztrieben (Proventivtrieben) ist die Sitka-Fichte in der Lage, nach Stürmen Schäden im Kronenbereich zu regenerieren. Bäume, die an Wasserläufen oder in Überschwemmungsgebieten wachsen, bilden häufig Wassertriebe aus.

### Knospen und Belaubung

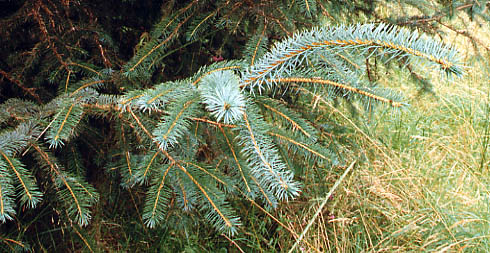
Zweige mit Nadeln

Die gelblichbraunen Winterknospen sind spitz-kegelförmig. Sie werden zwischen vier und fünf Millimeter lang, wobei sie im oberen Kronenbereich größer werden als im unteren. Die Knospenschuppen sind eng anliegend. Die Nadeln sind 15 bis 25 Millimeter lang und etwa 1 Millimeter breit. Sie sind im Querschnitt relativ flach, steif und scharf zugespitzt. An der Unterseite sind sie gekielt. Auf jeder Seite des Kiels befinden sich fünf bis acht Spaltöffnungsreihen. Sie stehen großteils radial von den Zweigen ab, an der Zweigunterseite sind sie jedoch meist gescheitelt. Die Nadeloberseite ist frisch grün, die Nadelunterseite silbrig graugrün gefärbt. Die Nadeln verbleiben fünf bis sechs Jahre am Baum.

### Blüten, Zapfen und Samen

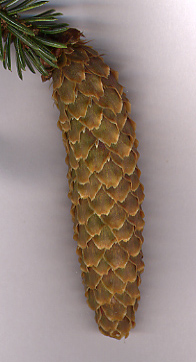
Reifer Zapfen

Die Sitka-Fichte ist einhäusig-getrenntgeschlechtig (monözisch) und wird mit 20 bis 40 Jahren mannbar. Die Blütezeit hängt vom Standort und der Temperatur ab und beginnt Ende April im südlichen Teil des Verbreitungsgebiets und endet Anfang Juni im Nordwesten des Verbreitungsgebietes.
Die dunkelroten männlichen Blütenzapfen entwickeln sich aus kleinen Knospen, die an Seitentrieben von jungen Zweigen im mittleren und unteren Kronendrittel stehen. Die weiblichen Blütenzapfen entwickeln sich aus großen Knospen, die im oberen Kronendrittel stehen. Die kurz gestielten Zapfen sind bei einer Länge von 6 bis 10 Zentimetern sowie einem Durchmesser von 2,5 bis 3 Zentimetern zylindrisch mit stumpfem oberen Ende. Die länglich-ovalen Zapfenschuppen sind dünn, unregelmäßig gezähnt und liegen nicht fest an. Die Zapfen sind anfangs grünlich gelb gefärbt und färben sich zur Reife hin hellbraun. Die braunen Samen reifen Ende August bis Anfang September des Blütejahres. Die geflügelten Samen sind mit Flügel etwa 10 Millimeter lang. Ohne Flügel beträgt die Länge 2 bis 3 Millimeter. Das Tausendkorngewicht beträgt rund 2,16 g.

### Chromosomenzahl
Die Chromosomenzahl beträgt 2n = 24.

### Wurzelsystem und Symbiose
Als Flachwurzler dringt das Wurzelsystem der Sitka-Fichte in Tiefen von bis zu 2 Meter vor. Dabei kann es bis zu 23 Meter lange Seitenwurzeln ausbilden. Diese wachsen rund 42 bis 167 Zentimeter pro Jahr. Zwischen verschiedenen Bäumen kann es zu Wurzelverwachsungen kommen. Auf Sauerstoffmangel, zum Beispiel durch Staunässe, reagieren die Wurzeln sehr empfindlich und stellen in solchen Bodenbereichen ihr Wachstum ein. Die Sitka-Fichte geht mit über 100 Pilzarten eine Ektomykorrhiza-Symbiose ein. Zu den häufigsten Mykorrhizapartnern gehören der Perlpilz (Amanita rubescens), der Tonblasse Fälbling (Hebeloma crustuliniforme), der Violette Lacktrichterling (Laccaria amethystea), der Rötliche Lacktrichterling (Laccaria laccata), der Kahle Krempling (Paxillus involutus), der Ockertäubling (Russula ochroleuca), der Grasgrüne Täubling (Russula aeruginea), Cenococcum geophilum, Laccaria hepaticus, Laccaria tumidus, Laccaria turbos und Telephora terrestris.

### Borke
Die sehr dünne Borke ist bei jungen Exemplaren dunkelgrau und abschuppend. Mit zunehmendem Alter des Baumes wird sie rötlich mit groben abspringenden Schuppen. Die Rinde junger Zweige ist kahl, braun und deutlich gefurcht. Sie sind dicht mit relativ großen und abstehenden Nadelkissen besetzt.

### Holz
Das gelblichbraune Kernholz wird von einem weißlichgelben bis weißlichgrauen Splint umgeben. Das weiche Holz ist relativ leicht und geradfaserig. Die Jahresringe, die manchmal wellig verlaufen können, sind gut zu erkennen. Das leicht zu bearbeitende Holz trocknet schnell. Besonders das Holz von Bäumen aus den nördlichen Teilen des Verbreitungsgebietes ist stark astig.
| Mechanische Eigenschaften          | Wert | Einheit |
| ---------------------------------- | ---- | ------- |
| Darrdichte ({\displaystyle r_{0}}) | 0,42 | g/cm³   |
| Druckfestigkeit                    | 450  | kg/cm²  |
| Biegefestigkeit                    | 720  | kg/cm²  |
| Zugfestigkeit                      | 780  | kg/cm²  |

## Verbreitung und Standort

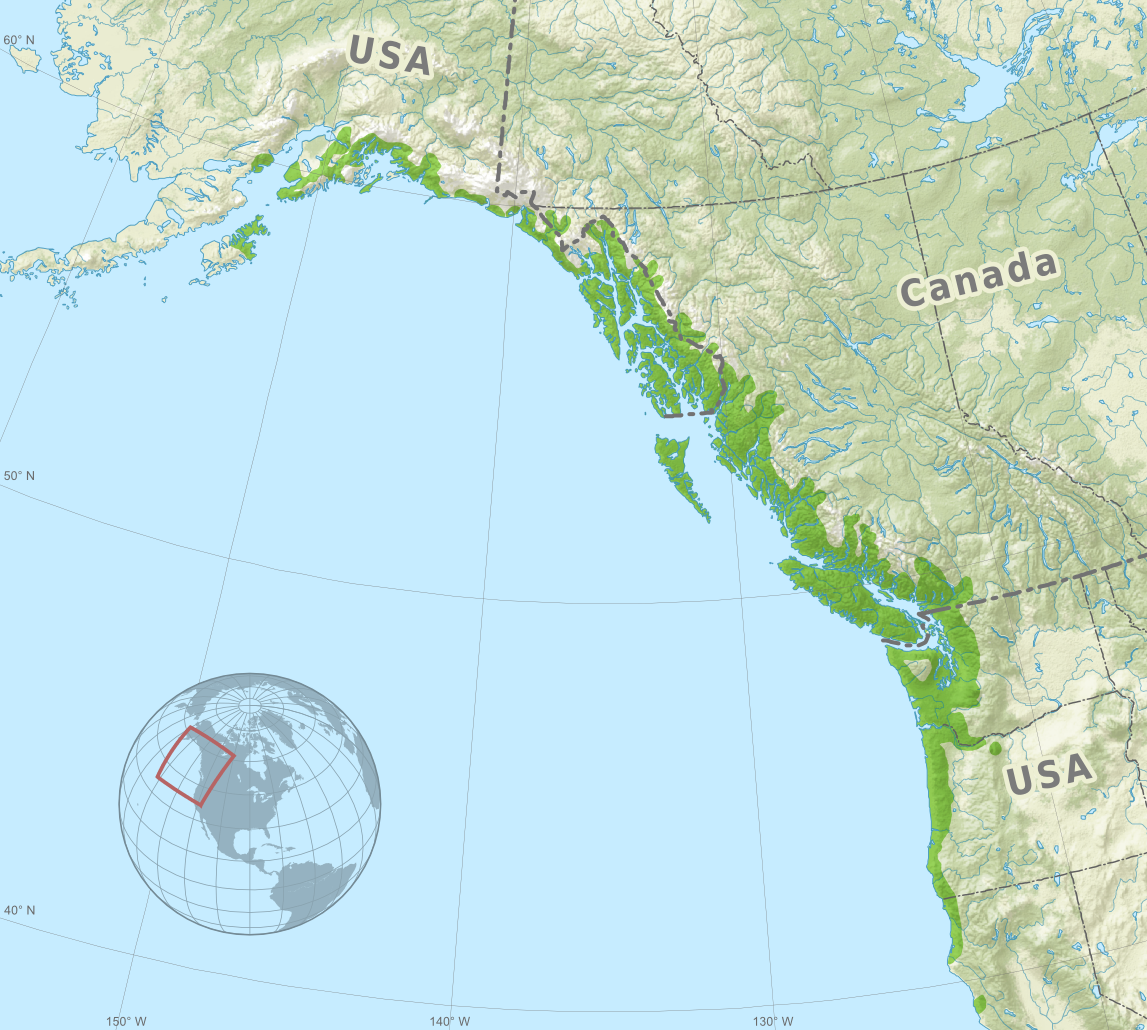
Verbreitungsgebiet

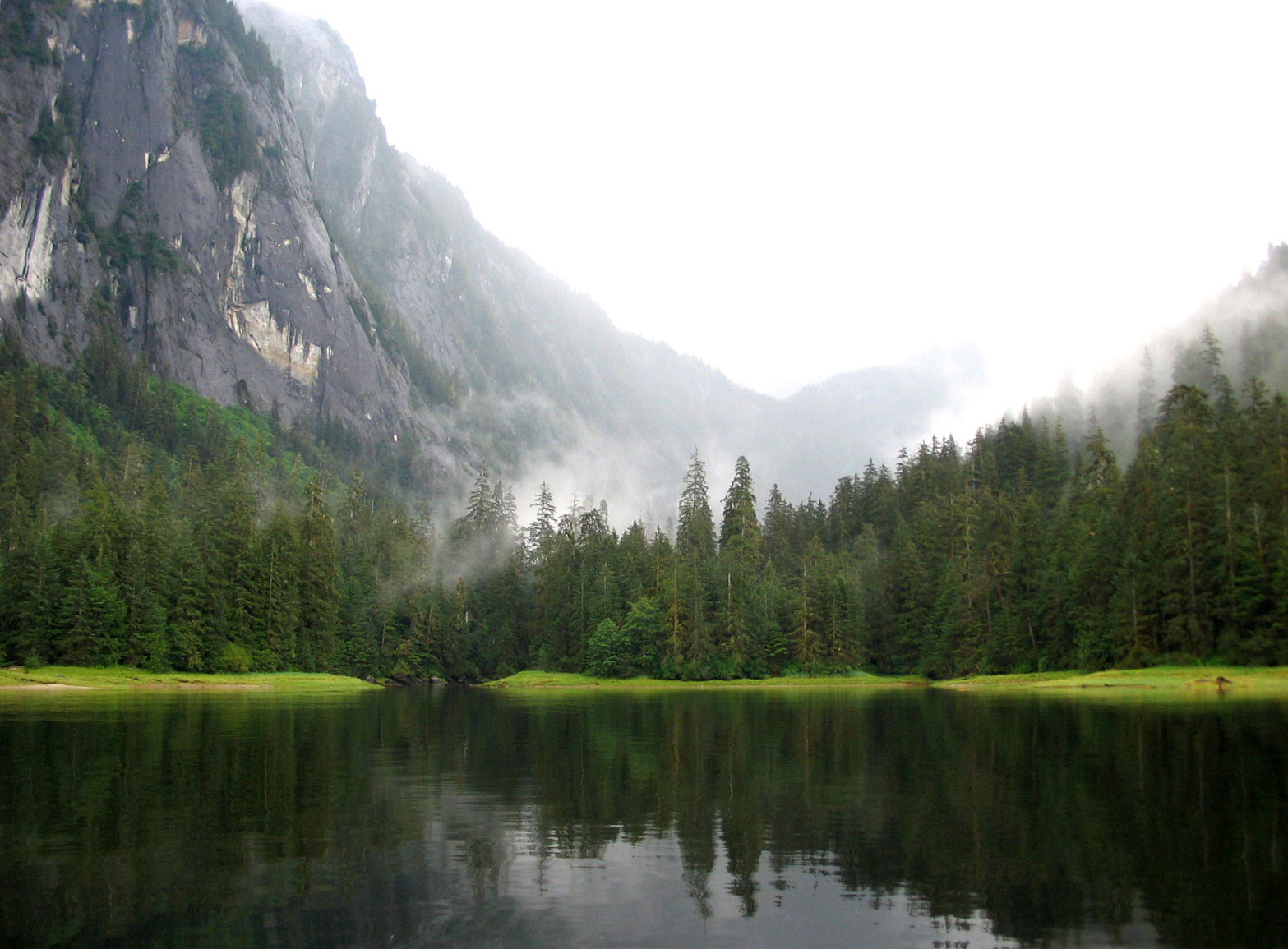
Natürlicher Mischwald mit der Sitka-Fichte als dominierende Baumart

Die Sitka-Fichte kommt entlang der Westküste Nordamerikas von der Insel Kodiak in Alaska bis zum Mendocino County in Nordkalifornien vor. Sie ist meersalztolerant, so dass man sie auch direkt am Meer findet.
Landeinwärts reicht ihr Areal oft nicht weiter als 30 Kilometer und besitzt nur eine Breite von bis zu 210 Kilometern. Das Verbreitungsgebiet erstreckt sich über eine Länge von etwa 2.500 Kilometern, in dem sie normalerweise nicht auf Höhenlagen über 300 Meter aufsteigt. Das höchste Vorkommen liegt bei 910 Metern in Südost-Alaska an der Waldgrenze.
Es gibt nur noch wenige unberührte Bestände alter Sitka-Fichten.
Einige befinden sich auf Vancouver Island in Britisch-Kolumbien, wo man noch ursprüngliche und sehr wuchskräftige Bestände findet.
Die Sitka-Fichte gedeiht im nebel- und regenreichen Küstenklima mit geringen Temperaturextremen, milden Wintern und kühlen Sommern. Die jährliche Niederschlagsmenge im Verbreitungsgebiet beträgt je nach Standort 660 bis 3.100 mm. Teilweise wird der Regen durch lang anhaltende Nebel ersetzt und ermöglicht so, dass die Art auch an niederschlagsarmen Standorten wächst. Die Böden sollten tiefgründig und locker sein und über eine gute Wasserversorgung verfügen. Flachgründige Böden sowie Moor- und Torfböden werden meist gemieden. Als Standort werden vor allem Flussniederungen und wasserzügige Hanglagen bevorzugt. Der pH-Wert des Bodens sollte zwischen 4,0 und 5,7 liegen. Bodenverdichtung und Staunässe wirken sich negativ auf das Wurzelwachstum aus. Es werden hohe Ansprüche an die Calcium-, Magnesium- und Phosphor-Versorgung gestellt. Wichtiger als die Nährstoffversorgung ist jedoch die Wasserversorgung.
In ihrem ganzen Verbreitungsgebiet bildet die Sitka-Fichte Mischbestände mit der Westamerikanischen Hemlocktanne (Tsuga heterophylla) und nur selten Reinbestände. Richtung Süden werden vor allem mit der Douglasie (Pseudotsuga menziesii), mit Lawsons Scheinzypresse (Chamaecyparis lawsoniana), der Küsten-Kiefer (Pinus contorta), der Westlichen Weymouths-Kiefer (Pinus monticola), dem Küstenmammutbaum (Sequoia sempervirens) und dem Riesen-Lebensbaum (Thuja plicata) Mischbestände gebildet. Nach Norden zu werden diese durch die Nootka-Scheinzypresse (Xanthocyparis nootkatensis), die Berg-Hemlocktanne (Tsuga mertensiana) und durch die Felsengebirgs-Tanne (Abies lasiocarpa) abgelöst. Der Unterwuchs wird hauptsächlich durch den Schwertfarn (Polystichum munitum), Maianthemum dilatatum, das Sibirische Tellerkraut (Claytonia sibirica), Tiarella trifoliata, Viola glabella, Viola sempervirens, Prosartes smithii, die Shallon-Scheinbeere (Gaultheria shallon), Vaccinium parvifolium und durch Menziesia ferruginea gebildet. An trockenen Standorten treten auch der Küsten-Rhododendron (Rhododendron macrophyllum) und Vaccinium ovatum auf, während an feuchten Standorten der Wald-Frauenfarn (Athyrium filix-femina), der Rippenfarn (Blechnum spicant), der Breitblättrige Dornfarn (Dryopteris dilatata), die Igelkraftwurz (Oplopanax horridus) und Sambucus callicarpa auftreten.
Die Sitka-Fichte wurde als Nutzholzbaum nach Europa eingeführt und dort erstmals im 19. Jahrhundert angepflanzt. Sitka-Fichtenplantagen sind in Großbritannien und Irland zu einem dominierenden Waldtyp geworden, der in Großbritannien 25 % und in Irland 52 % der Waldfläche ausmacht. Sitka-Fichtenwälder gibt es auch in Frankreich und Dänemark, und die Pflanze wurde im frühen 20. Jahrhundert in Island und Norwegen eingeführt.
Im Guinness Buch der Rekorde ist eine einzelne Sitka-Fichte auf Campbell Island als entlegenster Baum der Welt aufgeführt. Die Fichte steht rund 220 Kilometer vom nächsten Baum entfernt.

## Nutzung
Das leichte und feste Holz der Sitka-Fichte lässt sich gut bearbeiten und ist in Nordamerika trotz seiner geringen Dauerhaftigkeit und seiner Neigung zu verwerfen sehr geschätzt. Es findet bei entsprechender Qualität unter anderem als Klangholz im Musikinstrumentenbau (Gitarren, Flügel) oder als Masten für Segelschiffe Verwendung. Holz von geringer Qualität wird als Bau-, Faser- oder Papierholz genutzt. Die Spirit of St. Louis, das Flugzeug, mit dem Charles Lindbergh den Atlantik überquerte, bestand zu großen Teilen aus Sitkafichtenholz.
Die Indianer der Pazifikküste, wie Küsten-Salish, Nuu-chah-nulth und Kwakwaka'wakw, verarbeiten Wurzelfasern traditionell zu Körben und Hüten. Auch wurden Fasern zu Kleidung verarbeitet, insbesondere zu regenabweisenden Umhängen. Das Harz wurde auch zum Abdichten von Kanus verwendet. Die harzreichen Äste fanden als Brennmaterial Verwendung, waren aber auch ein wichtiges Requisit ritueller Handlungen und Tänze. Die innere Rinde ist essbar, sowohl frisch als auch zu einer Art Plätzchen verbacken, oder als Verdickungsmittel in Suppen. Zudem diente das Holz als Mittel zur Wundheilung, wurde gegen Husten und Lungenkrankheiten eingesetzt, indem man es kaute.
Wegen ihrer breiten, sperrigen und wenig harmonischen Krone wird die Sitka-Fichte kaum als Park- und Gartenbaum angepflanzt.
Erfolgreiche Anbauten erfolgen vor allem in luftfeuchten Küstenregionen und in regenreichem Bergland. Die Sitka-Fichte wird in geringem Umfang seit 1880 in Mitteleuropa angebaut. Auf Anregung von Gustav Hempel wurde ab Ende der 1880er Jahre in österreichisch-ungarischen Staatsforstrevieren die Sitka-Fichte angebaut, so etwa 200 Pflanzen im Forstbezirk Attergau. Da das „Resultat dieses Anbauversuches […] ein so überraschend günstiges“ war, beschloss man, dass „die Anzucht und Cultur der Sitkafichte im genannten Forstbezirke von nun an in größerem Umfange alljährlich erfolgen“ sollte.
Wegen der vermuteten geringen Standortansprüche geschah der Anbau vorwiegend auf anmoorigen Böden. Diese Anbauten waren wenig wirtschaftlich und sind aus heutiger Sicht ein Eingriff in das heimische Ökosystem. Auf besseren Standorten zeigt sie aber eine beeindruckende Massenleistung, die zumindest die Übernahme eines Teils der oft sehr zahlreich aufkommenden Naturverjüngung als Mischbaumart sinnvoll erscheinen lässt.

## Krankheiten und Schädlinge

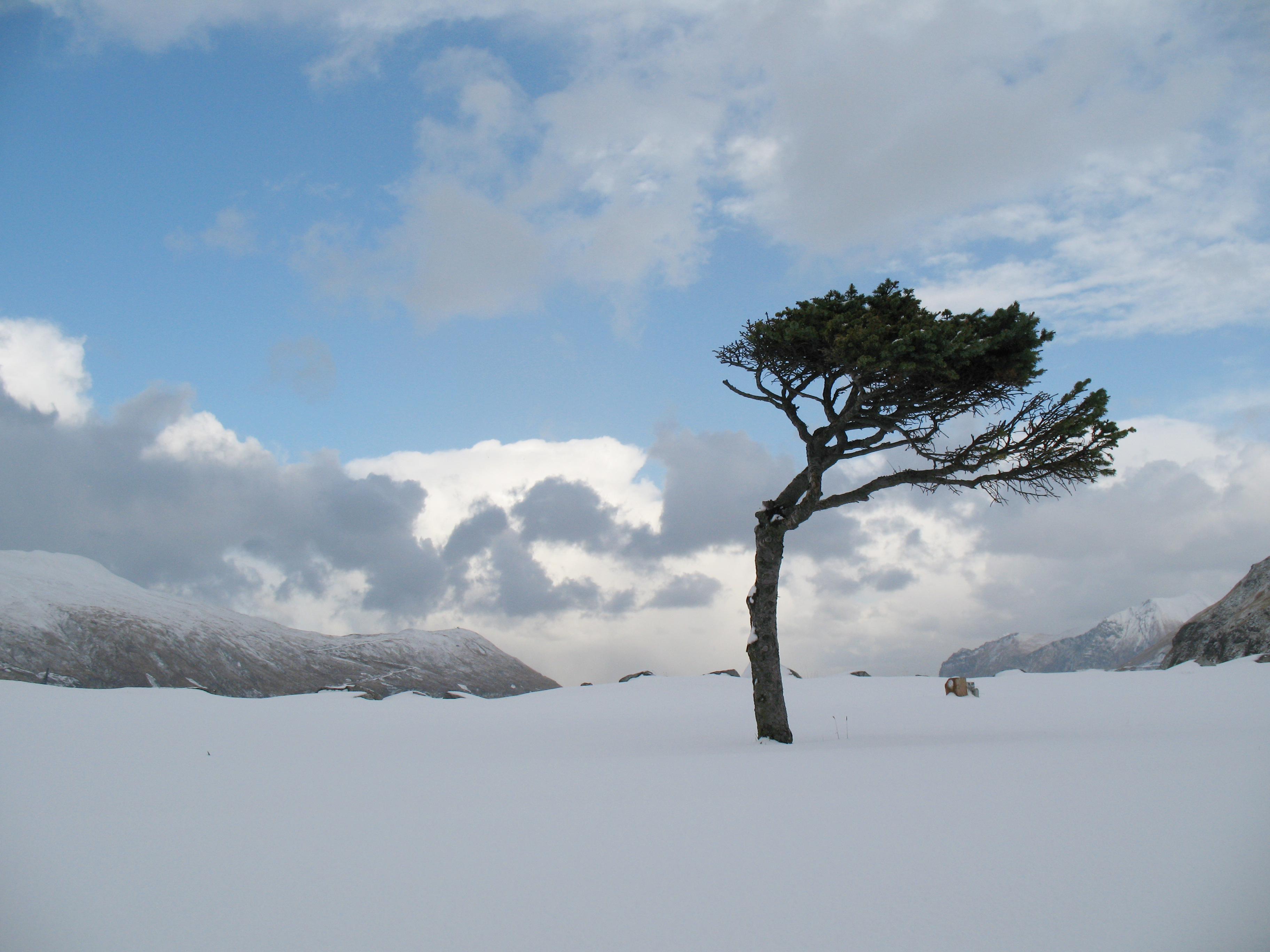
Windschur bei einer Sitka-Fichte

Die wichtigsten abiotischen Schadfaktoren stellen Sturmschäden dar. Sturmwurf und -bruch treten besonders häufig an nach Südwest exponierten Bestandsrändern auf. Aufgrund der dünnen Borke und des nahe der Oberfläche liegenden Wurzelsystems reagiert die Sitka-Fichte sehr empfindlich auf Waldbrände, welche in ihrem Verbreitungsgebiet allerdings nur selten auftreten. Wurzelfäule wird vor allem durch den Gemeinen Hallimasch (Armillaria mellea), den Wurzelschwamm (Heterobasidion annosum), den Kiefern-Braunporling (Phaeolus schweinitzii), und durch Poria weirii verursacht. Stamm- und Stockfäule-Erreger treten vor allem an Bäumen mit einem Alter von über 200 Jahren auf. Die häufigsten Erreger sind der Fichtenporling (Fomitopsis pinicola), der Kiefern-Braunporling (Phaeolus schweinitzii), der Kiefernfeuerschwamm (Phellinus pini), und Lentinus kauffmanii. Die Sitka-Fichte wird an den Nadeln häufig von Pilzarten aus der Gattung Chrysomyxa befallen. Besonders an küstennahen Beständen in Washington und Alaska treten krebsartige Stammwucherungen auf, deren Ursache noch nicht geklärt wurde. Als nennenswerter tierischer Schädling wird der Käfer Pissodes sitchensis genannt, der die Rinde von jungen Bäumen benagt.
Dabei ist sie resistent gegen die permanente Einwirkung von salzhaltigen Seewinden, die zwar eine Windschur bewirken können, aber ansonsten kaum Schäden verursachen.

### Schädlinge und Krankheiten in Europa
In Europa sind nur wenige der Schadursachen, die im natürlichen Verbreitungsgebiet vorkommen, von Bedeutung. Aufgrund der abweichenden Klima- und Bodenverhältnisse treten jedoch Schäden und Krankheiten auf, die im natürlichen Verbreitungsgebiet kaum auffindbar sind. Zu den häufigsten gehören dabei Frost- und Dürreschäden. Der Pilz Rhizina undulata infiziert die Wurzeln und tritt meist erst nach Hitzeeinwirkung auf. Stammkrebse werden durch Nectria cucurbitula hervorgerufen und treten in Deutschland in 42 von 120 Anbauflächen auf. Von den tierischen Schädlingen hat der Riesenbastkäfer (Dendroctonus micans) die größte Bedeutung. Die Sitkafichtenlaus (Liosomaphis abietinum) tritt nur relativ selten nach milden Wintern auf. Durch Saugaktivitäten dieser Art kommt es zuerst zu gelben Nadelflecken, dann zur Nadelbräunung und schließlich zum Nadelabfall. Bei Massenvermehrungen können ganze Bestände entnadelt werden. Seltener befallen die Douglasienlaus (Gilletteella cooleyi), der Blattrandkäfer Strophosomus capitatus und der Pilz Lophodermium piceae die Nadeln. Die Sitka-Fichte wird seltener von Reh- und Rotwild verbissen als die Gemeine Fichte (Picea abies).

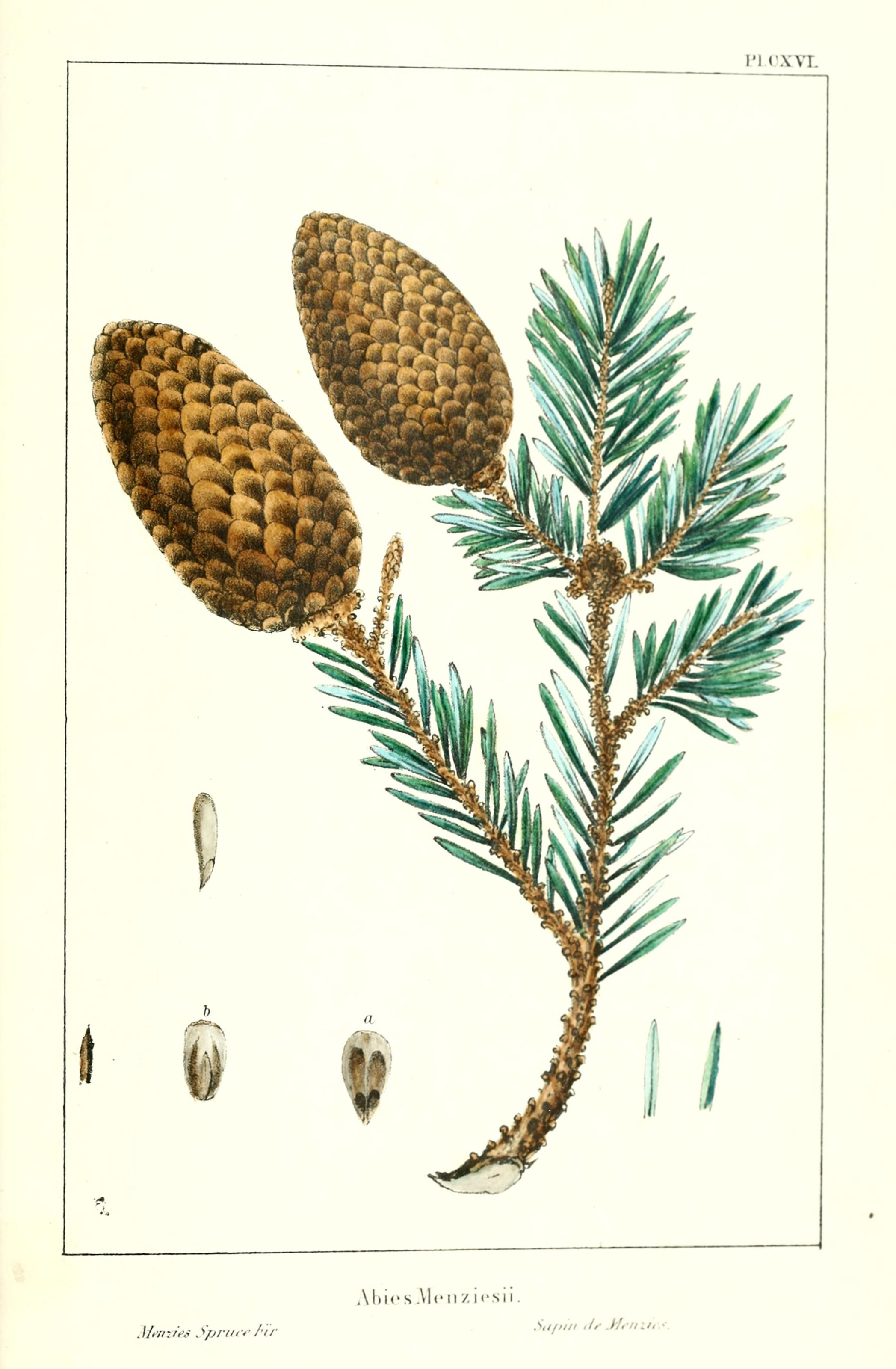
Illustration aus The North American sylva, Tafel. CXVI

## Systematik

### Taxonomie
Die Erstbeschreibung erfolgte 1833 unter dem Namen (Basionym) Pinus sitchensis durch den deutschen Botaniker August Gustav Heinrich von Bongard in Observations sur la végétation de l'île de Sitcha in Mémoires de l’Académie Impériale des Sciences de St. Pétersbourg., Sér. 6, Sciences mathématiques, physiques et naturelles. Band II, S. 164. Der französische Botaniker Élie Abel Carrière ordnete in Traité général des conifères ou déscription de toutes les espèces et variétés aujourd’hui connues, avec leur synonymie, l’indication des procédés de culture et de multiplication qu’il convient de leur appliquer. S. 260 diese Art 1855 unter dem heute gültigen Namen Picea sitchensis in die Gattung der Fichten (Picea) ein. Weitere Synonyme für Picea sitchensis (Bong.) Carrière sind: Abies falcata Raf., Picea falcata (Raf.) Valck.Sur., Picea menziesii (Douglas ex D.Don) Carrière, Pinus menziesii Douglas ex D.Don, Pinus sitchensis Bong., Tsuga sitchensis (Bong.) Regel, Abies menziesii (Douglas ex D.Don) Lindl. 1835 non Mirbel 1825 – Mirbel schlug diesen Namen 1825 für die Douglasie (Pseudotsuga menziesii) vor.

### Äußere Systematik
Die Picea sitchensis gehört zur Serie Ajanenses aus der Sektion Sitchenses innerhalb Untergattung Casicta innerhalb der Gattung Picea.

### Hybride
In ihrem nördlichen Verbreitungsgebiet hybridisiert die Sitka-Fichte (Picea sitchensis) mit der Weiß-Fichte (Picea glauca), wodurch Picea ×lutzii Little entsteht. Des Weiteren kommt es zu natürlichen Kreuzungen mit der Engelmann-Fichte (Picea engelmannii).
Erfolgreiche Kreuzungsversuche fanden mit der Gemeinen Fichte (Picea abies), der Ajan-Fichte (Picea jezoensis), der Likiang-Fichte (Picea likiangensis) und mit der Serbischen Fichte (Picea omorika) statt.